# IEC Tower

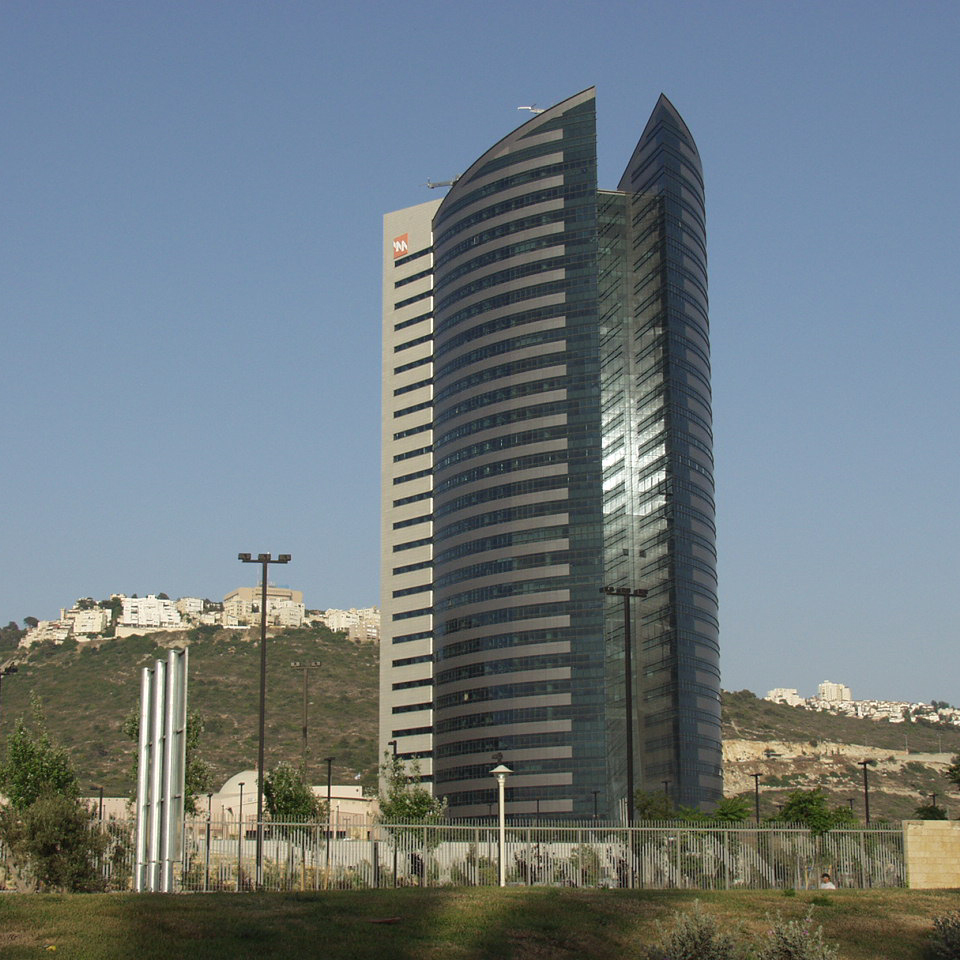
Der IEC Tower

Der IEC Tower (hebräisch מִגְדַּל חֶבְרַת הַחַשְׁמָל Migdal Chevrat haChaschmal, deutsch ‚Turm der Gesellschaft des Stroms‘) ist ein Wolkenkratzer in Haifa, Israel. Das Gebäude wurde 2003 fertiggestellt und von Rozov-Hirsch Architects und Mansfeld Kehat Architects (von Al Mansfeld und Chaim Qehat) erbaut. Mit einer Höhe von 130 Metern und 30 Stockwerken ist der IEC Tower das zweithöchste Gebäude in Haifa und das sechsunddreißighöchste in Israel. Das Gebäude wird von der Israel Electric Corporation (IEC) als Hauptquartier genutzt.